# Pantoporia paraka
Espèce
L'espèce Pantoporia paraka est un papillon de la famille des Nymphalidae.
- Répartition : Asie du Sud-Est.

## Philatélie
Ce papillon figure sur une émission du Laos de 1982 (valeur faciale : 2 k).